# Piotr Samoilenko
Piotr Mijáilovich Samoilenko, en ruso: Пётр Михайлович Самойленко,  (nacido el 7 de febrero de 1977 en Uchquduq, Uzbekistán) es un jugador de baloncesto ruso. Con 1,87 m de estatura, su puesto natural en la cancha es el de escolta.

## Trayectoria
- VVS Samara (1996-1998)
- Lokomotiv Kazán (1998-2000)
- UNICS Kazán (2000-2007)
- Dinamo Moscú (2007-2008)
- UNICS Kazán (2008-2013)
- Spartak Primorje (2014-2015)
- PSK Sakhalin (2015-2016)